# Бесикино
Бесикино  — деревня в Зубцовском районе Тверской области. Входит в состав Зубцовского сельского поселения.

## География
Находится в южной части Тверской области на расстоянии приблизительно 5 км на север по прямой от районного центра города Зубцов.

## История
Деревня была отмечена еще на карте 1825 года. В 1859 году здесь (деревня Зубцовского уезда Тверской губернии) было учтено 27 дворов, в 1941 — 14 в Малом Бесикино и 33 в Большом Бесикино.

## Население
Численность населения: 178 человек (1859 год), 6 (русские 100 %) в 2002 году, 6 в 2010.